# George J. Jenkins
George J. Jenkins (Saint John, 4 de junio de 1927-Saint John, 15 de febrero de 2002) fue un político canadiense en la provincia de Nuevo Brunswick. Fue elegido miembro de la Asamblea Legislativa de Nuevo Brunswick en 1991 y no se postuló para la reelección.
Jenkins representó al distrito electoral del Este de Saint John. Murió el 15 de febrero de 2002.